# Rieseberger Moor
Das Rieseberger Moor ist ein etwa 1,5 km2  großes Niedermoor. Es liegt rund 1,5 km südöstlich von Rieseberg, einem Ortsteil von Königslutter. Das seit 1955 als Naturschutzgebiet ausgewiesene Bruchwaldgebiet ist ein gut erhaltenes Beispiel für ein Niedermoor im Endstadium mit Ansätzen zum Hochmoor.

## Geschichte
Die Moorentwicklung des Rieseberger Moores setzte vor rund 7.000 Jahren v. Chr. ein.
Das Moor bildete sich in einer etwa 1 × 1 km großen Landschaftssenke. Als Ursache kommt steigender Grundwasserstand infrage, möglicherweise gab es auch zeitweise offene Wasserflächen. Seit 1744 erfolgt im Moor der Torfstich, zuletzt zur Gewinnung von Moorsole. Vom Torfabbau zeugen im Moor noch die mit Wasser vollgelaufenen Kuhlen. Die wirtschaftliche Nutzung des Moores wurde beendet durch die Umwandlung in ein Naturschutzgebiet in den 1950er Jahren. Während des Zweiten Weltkriegs stürzte ein britischer Bomber in das Moorgebiet, dessen Flugzeugreste im sumpfigen Boden versanken.

## Heute

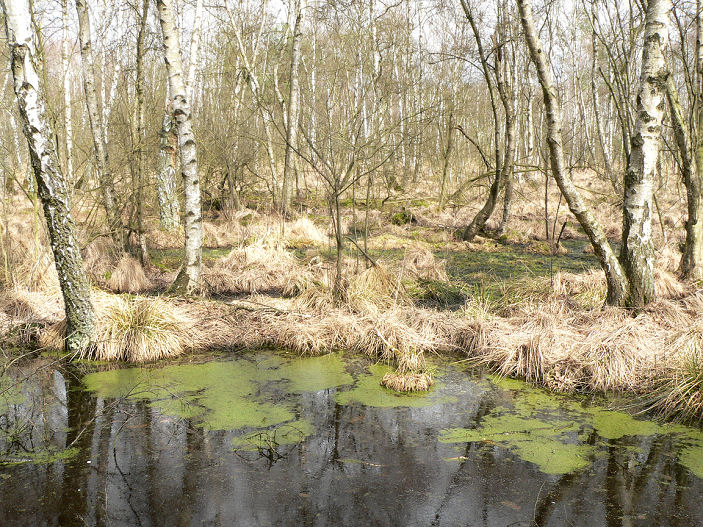
Wasserfläche im Rieseberger Moor

Die Torfschichten des Moores haben eine Mächtigkeit von 1–2 m. Darauf wächst ein Bruchwald, der mit Birken und Schwarzerlen bestanden ist. In der Randzone stehen Eichen, die die Nähe von Mineralböden anzeigen. Im Zentrum der Moorfläche ragt eine 7 m hohe Sandinsel heraus. Das Rieseberger Moor ist ein gutes Beispiel der mittlerweile selten gewordenen, ungestörten Niedermoorgebiete. Sie sind einer der ursprünglichsten Landschaftsbestandteile, die es noch gibt. Die meisten Niedermoore wurden nach Entwässerung und Abtorfung in Wiesen und Weiden umgewandelt. Die größte Bedrohung heute geht von der Absenkung des Grundwasserstandes aus, der mit Hilfe des Zu- und Abflusses der Lauinger Mühlenriede reguliert werden kann. Das seit 1955 betriebene Wasserwerk Puritzmühle wurde 2014 stillgelegt.

## Naturschutz
Das Rieseberger Moor gilt als ein besonders schutzwürdiges Naturschutzgebiet wegen seines naturnahen Bestands von Birken-Bruchwald und ansonsten nur noch vereinzelt vorkommender Pflanzen- und Tierarten. Es darf nur auf Wegen betreten werden. Wegen der Gefahr des Versinkens ist dazu auch dringend zu raten. Zwei als Knüppeldämme ausgebildete, schmale Wege durchqueren das Moorgebiet. Der Zugang zum Moor ist nicht ausgeschildert und schwer zu finden.